# پیک‌نیک در هنگینگ راک
پیک‌نیک در هنگینگ راک (انگلیسی: Picnic at Hanging Rock) یک فیلم درام معمایی به کارگردانی پیتر ویر محصول سال ۱۹۷۵ است. از بازیگران آن می‌توان به ریچل رابرتس، دامینیک گارد، و جکی ویور اشاره کرد.